# Жигарец
Жигарец (словац. Žihárec) — село, громада округу Шаля, Нітранський край. Кадастрова площа громади — 17.05 км².
Населення 1720 осіб (станом на 31 грудня 2019 року).

## Історія
Жигарец згадується 1251 року.

## Населення
| Рік:            | 1994. | 2004.   | 2014.   | 2024.    |
| --------------- | ----- | ------- | ------- | -------- |
| Кількість осіб: | 1621  | 1614    | 1634    | 1857     |
| Різниця:        |       | -0,43 % | +1,23 % | +13,64 % |

| Рік:            | 2023. | 2024.   |
| --------------- | ----- | ------- |
| Кількість осіб: | 1842  | 1857    |
| Різниця:        |       | +0,81 % |